# Pablo Mata Vigil
Pablo Mata Vigil (Gijón, 6 de maig de 1785 - 12 de març de 1852) fou un jurista i polític asturià, rector de la Universitat d'Oviedo i ministre durant el regnat d'Isabel II d'Espanya.

## Biografia
El 1807 es va llicenciar en Dret i Cànons a la Universitat d'Oviedo. El 1809 començà a exercir com a advocat a aquesta ciutat, on també va fer d'advocat de pobres. En plena guerra del francès, un cop aprovada la Constitució espanyola de 1812 fou escollit alcalde constitucional d'Oviedo, càrrec que ocupà fins a 1814, i el 1817 fou nomenat professor d'història i elements de dret espanyol a la Universitat d'Oviedo.
Va ser rector de la Universitat d'Oviedo de 1835 a 1838 i de 1845 a 1851. També fou Magistrat del Tribunal Suprem de Guerra i Marina. Fou elegit diputat per Oviedo a les Corts de 1836, 1837, 1839, 1840 i 1846. Va exercir com a Ministre de Gràcia i Justícia d'octubre a desembre de 1837 en el gabinet d'Eusebio de Bardaxí y de Azara. El 1843 fou escollit senador per Oviedo, i des de 1849 fou senador vitalici.

## Obres
- Discurso en la distribución de premios universitarios en 1848
- Manifestación en la sentencia del general D. Diego de León